# Elma (Washington)
Elma è una città degli Stati Uniti, situata nella Contea di Grays Harbor, nello Stato di Washington.

## Geografia fisica
Le coordinate geografiche della città sono 47°00′20″N 123°24′23″W (47.005648 -123.406268). Elma ha una superficie di 4,4 km², interamente coperti da terra. La città limitrofe sono: McMleary, Satsop, Montesano, Brady e Malone-Porter. Elma è situata a 15 m s.l.m.

## Società

### Evoluzione demografica
Secondo il censimento del 2000, Elma contava 3.049 abitanti e 1.195 famiglie. La densità di popolazione era di 692,95 abitanti per chilometro quadrato. Le unità abitative erano 1.330 con una media di 302.27 per chilometro quadrato. La composizione razziale contava 90,98% di bianchi, 0,59% di afroamericani, l'1,31% di nativi americani, l'1,28% di asiatici e l'1,64% di altre razze. Gli ispanici e i latini erano il 3,64% della popolazione residente. Il 44,9% delle famiglie erano coppie sposate che vivono insieme.
Il 29,2% della popolazione aveva meno di 18 anni, il 9,1% aveva tra i 18 ai 24 anni, il 28,1% aveva tra i 25 e i 44 anni, il 19,3% aveva tra i 45 e i 64 anni e il 14,4% aveva più di 65 anni. L'età media della popolazione era di 34 anni. Per ogni 100 donne c'erano 97,2 uomini. Il reddito mediano per una famiglia era di $32.031. Gli uomini avevano un reddito di $38.929, mentre le donne di $23.125. Circa il 13,9% delle famiglie e il 19,4% della popolazione era al di sotto della soglia di povertà.
| Anno | Abitanti |
| ---- | -------- |
| 1890 | 345      |
| 1900 | 894      |
| 1910 | 1.532    |
| 1920 | 1.253    |
| 1930 | 1.545    |
| 1940 | 1.370    |
| 1950 | 1.543    |
| 1960 | 1.811    |
| 1970 | 2.227    |
| 1980 | 2.720    |
| 1990 | 3.011    |
| 2000 | 3.049    |